# Pygidium (Trilobiten)
Das Pygidium, auch als Schwanzschild oder Analschild bezeichnet, ist der hinterste Körperabschnitt (Tagma) bei den ausgestorbenen Trilobiten. Das Pygidium der Trilobiten war den ebenfalls Pygidium genannten Bildungen anderer Arthropoden und der Anneliden nicht homolog, sondern ist eine evolutiv vollkommen unabhängig entstandene Struktur.

Tagmata eines Trilobiten: Kopfschild (Cephalon), Thorax und Pygidium

## Anatomie
Der Körper der Trilobiten gliedert sich in einen von einem ungegliederten Kopfschild (Cephalon) bedeckten Kopfabschnitt, der einen nicht-segmentalen Kopflappen und fünf Segmente umfasste, und einen Rumpfabschnitt. Der Rumpfabschnitt wird weiter aufgegliedert in den vorderen (anterioren) eigentlichen Rumpf oder Thorax und das dahinter (posterior) anschließende Pygidium, so dass der Körper insgesamt bei Ansicht von oben aus drei Abschnitten aufgebaut erscheint. Die Anzahl der Segmente des Pygidiums ist dabei zwischen den Arten variabel, ein Pygidium war bei den meisten, aber nicht bei allen Trilobitenarten vorhanden. Nach den Größenverhältnissen werden manchmal micropyge Arten mit kleinem Pygidium von macropygen mit großem unterschieden, wobei die Größe des Kopfschilds als Referenz dient; sind Kopfschild und Pygidium etwa gleich groß, werden diese isopyg genannt. Längs ist das Pygidium, wie der davor liegende Rumpf, bei vielen Arten ebenfalls dreigeteilt in einen zentralen, aufgewölbten Axiallobus und zwei beiderseits anschließende flache Pleuralloben, bei diesen war aber das Integument durchgehend ohne Gelenknähte. Die Segmente des Pygidiums trugen beim lebenden Tier Spaltbeine, die denjenigen der Thoraxsegmente im Aufbau vollkommen entsprachen, so dass das Tier bei Ventralansicht (von der Bauchseite her) nur zweigeteilt aussah. Das Pygidium ist definiert als der in sich unbewegliche Rumpfabschnitt hinter der letzten Rumpf-Gelenknaht.

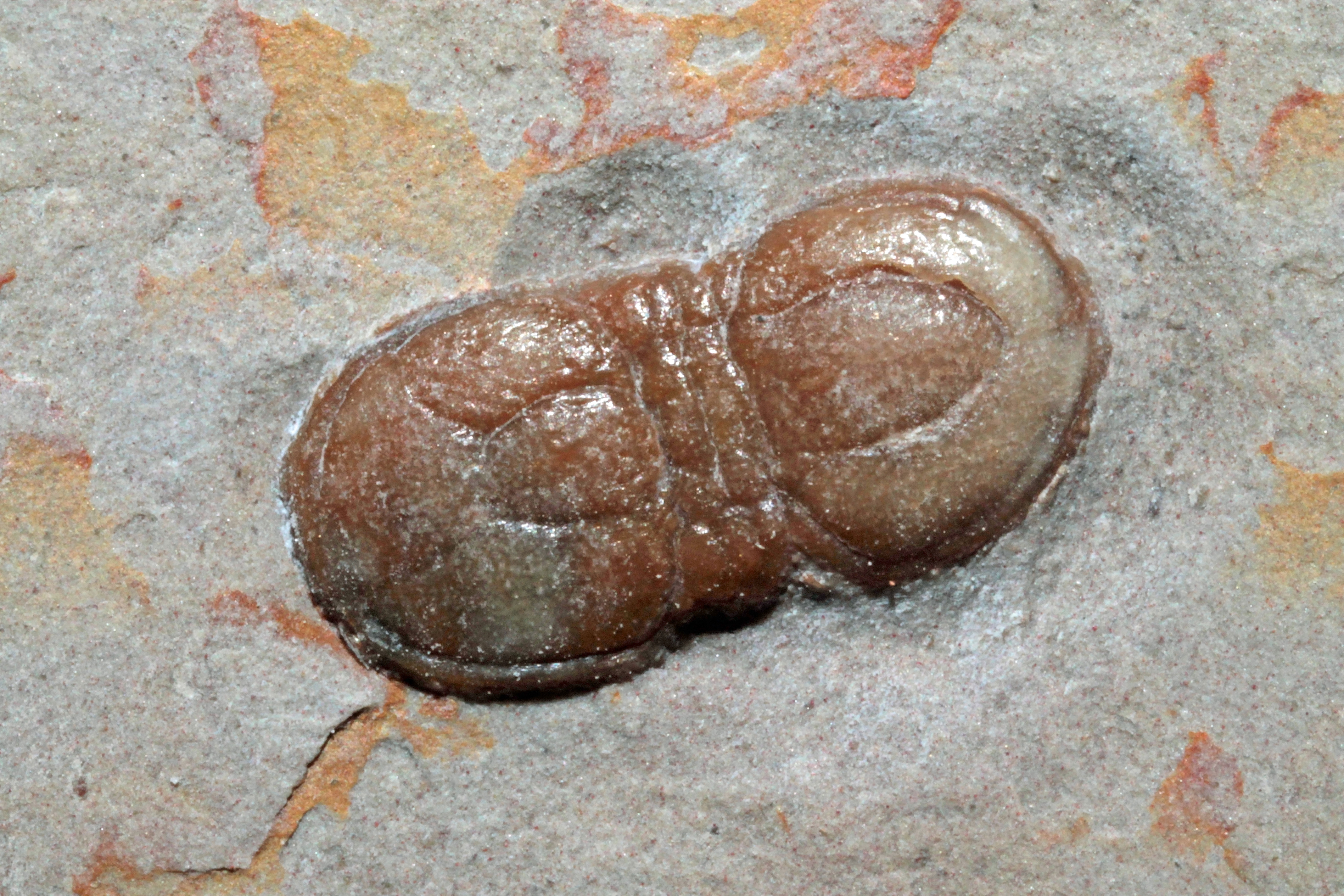
Hypagnostus parvifrons, ein zu den Agnostida gehörender Trilobit, mit etwa gleich großem Kopfschild und Pygidium

## Entwicklung
Trilobiten entwickelten sich über mehrere, jeweils durch eine Häutung getrennte Larvenstadien. Durch Fossilien von Larven und verkalkten, leeren Larvenhüllen, Exuvien genannt, ist die Entwicklung bei vielen Trilobitenarten gut nachvollziehbar. Das erste, Protaspis genannte Stadium war dabei noch nicht in Kopf und Rumpf gegliedert. Ein Rumpf mit Pygidium konnte vom zweiten Larvenstadium, der Meraspis an, vorhanden sein. Spätere Larvenstadien, die schließlich alle Segmente des adulten Tiers aufwiesen, werden Holaspis genannt. Der Entwicklungsgang war also eine Anamerie oder Anamorphose, geprägt durch eine variable Zahl von Segmenten bei den Larven. Die Adulttiere wiesen schließlich, in der Regel, eine fixierte, arttypische Segmentzahl auf (Hemianamorphose).
Das Wachstumsmuster der Segmente war bei den Trilobiten von allen lebenden (oder rezenten) Arthropoden verschieden: Neue Segmente wurden am Vorderrand des Pygidiums in einer Wachstumszone gebildet. Diese zunächst zum Pygidium gehörenden Segmente bildeten meist bei späteren Häutungen eine Gelenkmembran aus, gehörten dann also dem beweglichen Rumpfabschnitt an. Durch diesen Entwicklungsgang „wanderte“ also das Pygidium bei der Bildung neuer Segmente quasi am Rumpf entlang nach hinten, so dass das Pygidium der Larven aus anderen Segmenten aufgebaut war wie dasjenige der Adulti, man spricht oft vom „transitorischen Pygidium“ der Larven.